# Brooklyn Owen
Brooklyn Owen, anteriormente Seth Owen (Jacksonville, 2000) é uma ativista e estudante LGBTQ norte-americana de Jacksonville, na Flórida. Ela ganhou atenção nacional em 2018, quando a história de ter sido condenada ao ostracismo por seus pais batistas do sul por ser gay obrigou a criar uma campanha de vaquinha no GoFundMe para sua educação se tornar viral. O fundo destinava-se apenas a cobrir suas mensalidades na Universidade de Georgetown. Quando ultrapassou a meta, ela usou o excedente para criar uma organização de fundos de bolsas de estudo para ajudar outros jovens LGBTQ em "situações domésticas voláteis".
Desde 2019, ela é a embaixadora da juventude da Human Rights Campaign, estagiária da Representante Stephanie Murphy (D-FL) e presidente da Unbroken Horizons Scholarship Foundation, Inc. Em 2021, Owen anunciou que estava concorrendo ao Senado da Flórida, para a vaga ocupada por Audrey Gibson, cujo mandato é limitado.

## Primeiros anos e educação
A família de Brooklyn Owen é profundamente religiosa e são membros devotos da Igreja Batista Pecan Park, no lado norte de Jacksonville, na Flórida. Toda a sua família está envolvida na igreja, com seu pai sendo o diácono da igreja e sua mãe a tesoureira da igreja. Ela descreve sua cidade natal de infância como uma "comunidade Batista do Sul muito conservadora, muito ultra-religiosa e restritiva". Sua família "depreciava pessoas queer", voltando às suas primeiras memórias; seu pai gritava "bicha" (faggot, em inglês) para a televisão.
No ensino secundário, ela era capitã do time de natação e "uma estrela acadêmica". Quando ela estava no segundo ano, seu pai, enquanto passava horas mexendo no telefone de Brooklyn, encontrou uma foto dela beijando seu primeiro namorado, e seus pais "a questionaram a noite toda" porque ela ainda se apresentava como homem e eles pensavam que ela era gay. Seus pais então a enviaram para uma prática controversa, terapia de conversão com um conselheiro cristão, com a intenção de tornar Brooklyn heterossexual. Posteriormente, ela disse que o aspecto mais tóxico da provação foi que ela "queria desesperadamente que funcionasse, só para poder sobreviver à vida em casa".
Durante o primeiro ano do ensino secundário, ela evitou ir para casa trabalhando em três empregos e praticando muitas atividades extracurriculares, como forma de lidar com a tensão dos pais. Brooklyn afirmou que, como uma "ambiciosa estudante de dezessete anos do ensino secundário, eu trabalhava em três empregos. Eu me matriculei em cursos universitários de dupla matrícula, em todas as sociedades de honra e em todas as atividades extracurriculares da escola que eu conseguia encaixar na minha agenda." Ela fez isso para evitar lidar com sua família, pois sentia que a igreja deles estava ensinando a eles "ódio doloroso, racista e anti-LGBTQ+." Uma noite, ela "começou a chorar porque percebi que tinha que voltar para casa e colocar uma máscara." Ela também estava apresentando sintomas de depressão e ideação suicida. Seu tempo em casa chegou ao fim durante o último ano, quando seus pais começaram a frequentar "uma igreja com um pastor anti-LGBTQ+". Além de comentários muito negativos sobre pessoas LGBTQ, eles falavam sobre pessoas transgênero como sendo desumanas, o que realmente a incomodava. Seu pai disse: "Ele tem permissão para viver aqui, desde que adore da mesma forma que nós adoramos." Quando Brooklyn disse que não queria ir, seu pai, um firme crente na obediência filial, respondeu: "Biblicamente, temos o direito de apedrejá-la pelo que você está dizendo", Brooklyn saiu naquela noite e ficou com amigos. Ela tinha 25 dólares em sua conta bancária; seus pais "juraram não gastar um centavo em [sua] educação universitária". Ela se formou como co-oradora da turma com uma média escolar de 4,16 e foi aceita pela Universidade de Georgetown, onde planejava se formar em governo e estudos afro-americanos.

### Fundos de financiamento universitário
A ajuda financeira de Brooklyn para Georgetown, cobrindo o custo de quatro anos de 77 mil dólares, foi baseada no apoio de seus pais, mas apesar dos apelos, não foi alterada. Seu professor de biologia criou uma vaquinha no GoFundMe para arrecadar 20 mil dólares para a mensalidade do primeiro ano; contudo, depois que a história se tornou viral, chegou a 141 mil dólares. Ela fez uma aparição no The Ellen DeGeneres Show, onde Ellen apresentou uma doação de 25 mil dólares. A aparição de Brooklyn foi indicada ao GLAAD Media Award de Melhor Episódio de Variedade ou Talk Show. Em setembro de 2018, no jantar anual da Human Rights Campaign, o ex-vice-presidente e candidato presidencial de 2020, Joe Biden, fez um discurso sobre Brooklyn, que estava na plateia. Com a visibilidade do caso, a Georgetown ajustou o pacote de ajuda financeira, oferecendo uma bolsa de estudos, permitindo que ela estudasse na Walsh School of Foreign Service. Em março de 2019, ela caracterizou seu relacionamento com sua família biológica como muito tóxico.

### Financiamento pela Unbroken Horizons
Ela usou os fundos extras para criar a Unbroken Horizons Scholarship Foundation, Inc., para ajudar outros estudantes LGBTQ com sua educação. Brooklyn disse: "Muitos jovens sem-teto se identificam como LGBTQ+, e a maioria deles fica sem-teto por causa da rejeição da família", então ela está direcionando as bolsas de estudo para jovens LGBTQ de cor para qualquer educação pós-secundária. Ela decidiu se concentrar em pessoas de cor seguindo o conselho de um mentor que apontou que seu privilégio branco provavelmente contribuiu para o sucesso do apelo inicial do GoFundMe. Brooklyn e a vice-presidente sênior de comunicação e marketing da Unbroken, Kaylee Petik, receberam o prêmio Voice for Equality no Equality Florida Greater Jacksonville Gala. Outra campanha do GoFundMe foi iniciada para dar início à doação para financiar bolsas de estudo.

### Projetos posteriores
A representante Stephanie Murphy (D-FL) ouviu sua história e ofereceu um estágio a Brooklyn, e a incluiu no plenário da Câmara dos Representantes dos EUA para testemunhar a votação da Lei da Igualdade, para estabelecer proteções de direitos civis em todo o país para pessoas LGBTQ+. É a primeira vez que uma câmara do Congresso aprovou proteções abrangentes contra a discriminação para pessoas LGBTQ+.
Em junho de 2019, para marcar o 50.º aniversário da Rebelião de Stonewall, que deram início ao movimento moderno pelos direitos LGBTQ, a revista Queerty a nomeou como uma dos "indivíduos pioneiros que garantem ativamente que a sociedade continue caminhando em direção à igualdade, aceitação e dignidade para todas as pessoas queer " da Prire50. Em junho de 2019, ela também foi palestrante na Parada e Festival do Orgulho de Fernandina em Fernandina Beach, na Flórida. Para o Dia Nacional de Sair do Armário (11 de outubro), seu artigo de opinião sobre sua saída do armário após sobreviver à terapia de conversão — onde ela compartilhou que "a pior sensação é esconder quem você realmente é" — foi publicado na revista Out.
Em fevereiro de 2021, Owen se candidatou ao 6.º distrito senatorial da Flórida pelo Partido Democrata. A cadeira é atualmente ocupada por Audrey Gibson, que está impedida de concorrer à reeleição devido aos limites de mandato.